# Luna (La Unión)
Luna  (Bayan ng  Luna) es un municipio filipino de tercera categoría, situado en la isla de Luzón y perteneciente a  la provincia de La Unión en la Región Administrativa de Ilocos, también denominada Región I.

## Barangays
Luna se divide, a los efectos administrativos, en 42  barangayes o barrios, conforme a la siguiente relación:
| - Alcalá (Población) - Ayaoan - Barangobong - Barrientos - Bungro - Busel-Busel - Cabalitocan - Cantoria n.º 1 - Cantoria n.º 2 - Cantoria n.º 3 - Cantoria n.º 4 - Carisquis | - Darigayos - Los Ángeles del Norte - Los Ángeles del Sur - Magallanes (Población) - Magsiping - Mamay - Nagrebcan - Nalvo del Norte - Nalvo delSur - Napaset - Oaqui n.º 1 | - Oaqui n.º 2 - Oaqui n.º 3 - Oaqui n.º 4 - Pila - Pitpitac - Rimos n.º 1 - Rimos n.º 2 - Rimos n.º 3 | - Rimos n.º 4 - Rimos n.º 5 - Rissing - Salcedo (Población) - Santo Domingo del Norte - Santo Domingo del Sur - Sucoc del Norte - Sucoc del Sur - Suyo - Tallaoen - Victoria (Población) |  |

Los barrios de Victoria, Salcedo, Alcala y Magallanes, sou urbanos.

## Historia
El nombre primitivo del lugar fue el de Namacpacan, que en idioma ilocano  significa que alimenta.
En 1587, Namacpacan era una visita de Purao, hoy conocido como Balaoan.
Esta visita se asentaba en el Camino Real  de Vigan a Manila.
El 18 de octubre de 1906, siendo Gobernador Joaquín Luna y  alcalde Primitivo Resurrección Novicio, Namacpacan cambia su nombre por el actual.
El cambio fue en honor a los famosos hermanos Luna, hijos de Laureana Novicio de Luna, natural de Namacpacan:
- Antonio Luna y Novicio, general del Ejército Filipino en la Guerra Filipino-Americana, y fundador de la primera Academia Militar de Filipinas.
- Juan Luna y Novicio, principal pintor hispano-filipino del siglo XIX.